# Hooley Smith
Hooley Smith   (Toronto, 7 de gener de 1903 - Montreal, 24 d'agost de 1963) va ser un jugador d'hoquei sobre gel canadenc que va competir entre la Primera i la Segona Guerra Mundial.
Jugà disset temporades a la National Hockey League, amb l'Ottawa Senators, Montreal Maroons, Boston Bruins i New York Americans. El 1930 guanyà la Stanley Cup amb els Montreal Canadiens. Guanyà la Stanley Cup de 1926-1927. El 1934-35 tornà a guanyar la Stanley Cup, aquest cop amb els Montreal Maroons. Es retirà el 1941.
Anteriorment, el 1924, havia pres part als Jocs Olímpics de Chamonix, on guanyà la medalla d'or en la competició d'hoquei sobre gel.
Smith morí d'un atac de cor el 24 d'agost de 1963 a Mont-real. El 1972 fou inclòs al Hockey Hall of Fame.